# 162755 Spacesora
162755 Spacesora è un asteroide della fascia principale. Scoperto nel 2000, presenta un'orbita caratterizzata da un semiasse maggiore pari a 2,4200421 UA e da un'eccentricità di 0,1211109, inclinata di 5,25371° rispetto all'eclittica.